# Antoinetta de Mérode
Antoinetta de Mérode, francouzsky Antoinette de Mérode (28. září 1828 – 10. února 1864), monacká kněžna, se narodila v Bruselu jako dcera Wernera de Merode a jeho manželky Viktorie de Spangen d'Uyternesse.

## Život a manželství
Na své osmnácté narozeniny se 28. září 1846 v Bruselu provdala za Karla III. Monackého. Byla to dvojitá svatba, její sestra Luisa se vdala za Carla Emmanuela dal Pozzo z Cisterny.
Díky jejímu vysokému věnu mohl Karel III. financovat zkrášlení Monte Carla a přilákat do knížectví turisty. Antoinetta pro sebe získala Château de Marchais.
13. listopadu 1848 v Paříži porodila syna Alberta. v letech 1856 až 1864 byla monackou kněžnou.
Její sestra Luisa byla matkou španělské královny Marie Viktorie dal Pozzo. Antoinetta zemřela 10. února 1864 v Paříži a byla pochována v katedrále svatého Mikuláše v Monaku.